# Hetzau

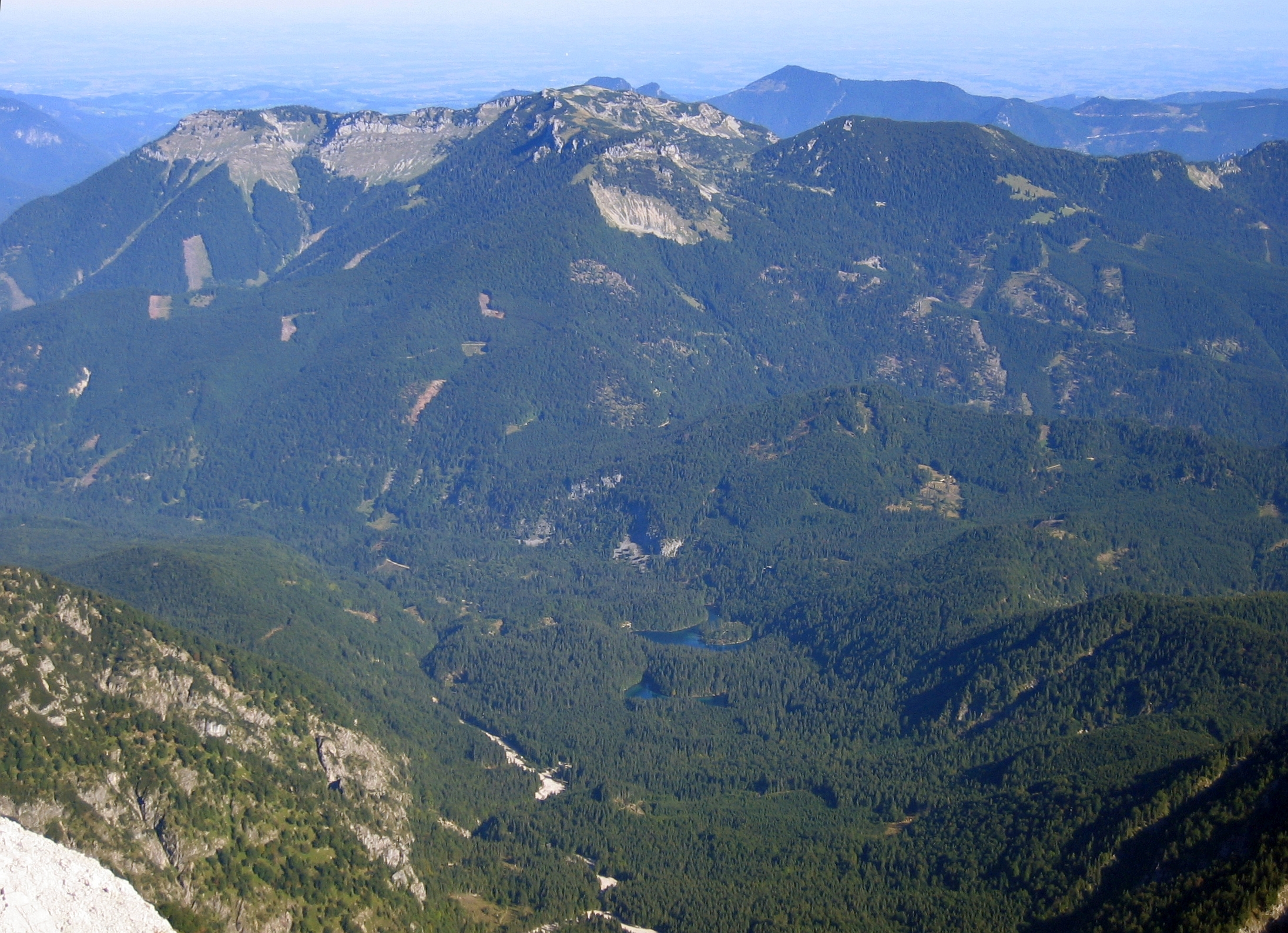
Blick vom Schermberg auf die Hetzau mit den Ödseen. Im Hintergrund der Kasberg

Die Hetzau ist ein Seitental des Almtales im Toten Gebirge im Gemeindegebiet von Grünau im Almtal. Es wird vom Straneggbach durchflossen und reicht von dessen Mündung in die Alm bei der Habernau bis zur Nordwand des Schermbergs. Der Name leitet sich von hetzen = jagen ab.

## Beschreibung
Das Gebiet der Vorderen Hetzau verläuft von der Habernau bis zum Almtalerhaus, das über eine asphaltierte Straße erreichbar ist. In der Vorderen Hetzau befinden sich der Kleine und der Große Ödsee, die als Naturschutzgebiet ausgewiesen sind. Die Hintere oder Innere Hetzau beginnt beim Almtalerhaus und endet bei der 1400 m hohen Nordwand des Schermbergs. Dieser hinterste Talschluss wird als In der Wildnis bezeichnet und ist über eine nicht öffentliche Forststraße, die bis zur Talstation der Materialseilbahn zur Welser Hütte führt, erreichbar. Der Talboden befindet sich zwischen 600 m ü. A. und 900 m ü. A. Die Hetzau wird im Südwesten vom Hetzaukamm, der vom Hochplattenkogel bis zum Fäustling verläuft, begrenzt.
Durch die Hetzau führen zwei Wanderwege:
- Weg 404: Er verläuft von der Habernau bis zur Almtalerhaus und ist Teil des Voralpenwegs 04.
- Weg 215: Er verläuft vom Almtalerhaus bis zur Welser Hütte

## Entstehung
Die Hetzau ist ein typisches Trogtal, das während der Eiszeiten ausgeschürft wurde. Die Oberfläche des Almgletschers befand sich auf 1300 m ü. A., abwärts folgen dann deutliche eisüberformte Kuppen und Rücken, die eine typische Rundhöckerlandschaft bilden. Eine großflächige Umgestaltung des Hetzautales erfolgte am Ende der Würmeiszeit vor etwa 13.000 Jahren durch einen spätglazialen Bergsturz. Dabei lösten sich etwa 0,5 km³ Felsmaterial aus dem Büchsenkar des Hochplattenkogels und erfüllten das Tal bis zur Habernau mit einer Tomalandschaft. Diese 12 Kilometer lange Schuttzunge ist eine der längsten im Ostalpenraum.

## Karten
- Alpenvereinskarte Bl. 15/2 (Totes Gebirge – Mitte), 1:25.000; Österreichischer Alpenverein 2016; 978-3928777315.
- ÖK 50, Blatt 67 (Grünau)